# دالاس گرین (نوازنده)
دالاس گرین (انگلیسی: Dallas Green؛ زادهٔ ۲۹ سپتامبر ۱۹۸۰) یک موسیقی‌دان اهل کانادا است.